# Jonny Fa'amatuainu
Pas d'image ? Cliquez ici

a Compétitions nationales et continentales officielles uniquement.

b Matchs officiels uniquement.
Dernière mise à jour le 19 août 2018.
Jonathon Sauaga Fa'amatuainu, plus connu comme Jonny Fa'amatuainu, né le 29 décembre 1983 à Auckland (Nouvelle-Zélande), est un joueur de rugby international samoan évoluant au poste de deuxième ligne ou troisième ligne.

## Carrière

### En club
- 2004-2005 : Auckland RFU
- 2005-2011 : Bath Rugby
- 2010-2011 : Scarlets
- 2011-2012 : Coca Cola West Red Sparks
- 2013-2015 : Toyota Industries Shuttles
- 2015-2019 : Colomiers rugby

### En équipe nationale
Jonny Fa'amatuainu connait douze sélections internationales en équipe des Samoa depuis 2005. Il obtient sa première cape le 20 novembre 2005 contre l'équipe d'Écosse.
- 12 sélections
- Sélections par saison : 2 en 2005, 2 en 2008, 7 en 2009 et 1 en 2011.

## Palmarès
- Vainqueur du National Provincial Championship en 2003 et 2005
- Vainqueur du Challenge européen en 2008
- Finaliste du Challenge européen en 2007